# Cranfield School of Management
Cranfield School of Management er en del af Cranfield University og er en af de førende business schools i verden. Cranfield University har undervist ledere siden 1940erne og den første MBA blev tildelt i 1964.
Cranfield's MBA bliver løbende rangeret meget højt af både Wall Street Journal, The Economist og The Financial Times.

## Ekstern henvisning
- Cranfield School of Management, hjemmeside (engelsk)

52°04′26″N 0°37′44″V / 52.074°N 0.629°V